# Страсний (зупинний пункт)
Стра́сний — залізничний пасажирський зупинний пункт Харківської дирекції Південної залізниці.
Розташований неподалік від села Страсне, Лозівський район, Харківської області на лінії Красноград — Лозова між станціями Лозова (11 км) та Орілька (13 км).
Станом на травень 2019 року щодоби п'ять пар приміських електропоїздів здійснюють перевезення за маршрутом Полтава-Південна — Лозова.